# Zweden op het Eurovisiesongfestival 1965
Melodifestivalen 1965 (destijds bekend als Svensk sångfinal) was de zesde editie van de liedjeswedstrijd die de Zweedse deelnemer voor het Eurovisiesongfestival oplevert. De winnaar werd bepaald door de regionale jury.
Door een staking van de artiesten vond in 1964 geen wedstrijd plaats. Ingvar Wixell werd aangeduid om naar Napels af te reizen voor zijn land. Hij kreeg 8 liedjes toegewezen waarvan hij er twee afwees. Op het songfestival zong hij het lied Annostädes vals in het Engels Absent friends. Er was helemaal geen regel dat een land in de eigen taal moest zingen maar tot dusver had wel elk land dat al gedaan. Hierna werd de regel wel aangepast.

## Uitslag
| Plaats | Artiest       | Lied            | Songwriters                       | Ptn |
| ------ | ------------- | --------------- | --------------------------------- | --- |
| 1ste   | Ingvar Wixell | Annostädes vals | Dag Wirén, Alf Henrikson          | 50  |
| 2de    | Ingvar Wixell | Stilla och tyst | Owe Thörnqvist                    | 28  |
| 3de    | Ingvar Wixell | Förtrollad stad | Torbjörn Lundqvist, Bo Setterlind | 13  |
| 4de    | Ingvar Wixell | Kommer vår      | Bobbie Ericson, Bo Eneby          | 5   |
| 5de    | Ingvar Wixell | Varm i dej      | Bo Nilsson                        | 2   |
| 6de    | Ingvar Wixell | Väldigt vacker  | Georg Riedel, Berndt Rosengren    | 1   |